# Hipponax
Hipponax (en grec ancien Ἰππῶναξ, ἵππος-ἄναξ / Hippỗnax qui signifie littéralement « seigneur des chevaux ») fut un poète grec de la deuxième moitié du VIe siècle av. J.-C. Avec Archiloque de Paros et Sémonide d'Amorgos, il est l'un des trois plus grands représentants de la poésie iambique.

## Biographie
La vie d'Hipponax est mal connue. Tout comme Archiloque et Sémonide, il était originaire d'Ionie, en l'occurrence de la cité d'Éphèse ; il fut exilé par le tyran Athénagoras, dont on ne sait rien par ailleurs, et se fixa à Clazomènes. L'inscription dite « Chronique de Paros » place en 540 av. J.-C. l'apogée de son art.
Une histoire bien connue de l'Antiquité veut qu'il se soit pris de querelle avec les sculpteurs Boupalos et Athénis. Pline l'Ancien racontait ainsi :

« Hipponax ayant un visage d'une laideur reconnue, les sculpteurs avaient exposé, par goût de la plaisanterie, son portrait devant des cercles de rieurs ; Hipponax, indigné, déchaîna tant l'amertume de ses vers qu'on a pu croire qu'il les avait poussés à se pendre. »

La réalité de cette anecdote a été mise en doute, parce qu'il s'agit d'un thème fréquent dans la biographie des poètes iambiques. Ainsi, Archiloque aurait été éconduit par Lycambès, à qui il demandait la main de sa fille Néobule, et, pour se venger, le poète aurait composé des invectives telles, que le père et la fille auraient préféré se pendre. Acron, dans son commentaire d'un vers d'Horace qui fait allusion à Boupalos et Hipponax, donnait d'ailleurs une version de l'histoire où Hipponax aurait demandé la fille de Boupalos en mariage, et aurait été éconduit en raison de sa laideur. Contrairement à Lycambès, qui n'a pas d'existence attestée par ailleurs, Boupalos est un sculpteur reconnu par d'autres témoignages. Il est donc possible que l'histoire soit vraie, ou qu'Hipponax ait utilisé un personnage historique comme cible de ses invectives.

## Œuvre
Comme les autres poètes iambiques, Hipponax ne s'intéressa pas au passé mythique des Grecs, domaine de l'épopée, mais au présent. Ses vers se veulent réalistes, parlant sans détour  de nourriture ou de sexualité, parfois en termes très crus. Leur registre principal est l'invective, dirigée le plus souvent contre Boupalos et Archémis ; le poète lui-même se présente, conformément à la tradition, comme un pauvre hère victime de l'injustice.
Hipponax passe pour avoir été l'inventeur du choliambe (χωλίαμϐος / khôlíambos, littéralement « boiteux ») ou scazon (σκάζων / skázôn, « boiteux, inégal »), c'est-à-dire un vers iambique terminé par un spondée, versification qui sera ensuite reprise par Callimaque et Hérondas. Selon Démétrios de Phalère, ce vers boiteux est plus adapté à l'injure que le vers iambique classique.
On n'a de lui que peu de fragments, qui ont été augmentés au XXe siècle par la découverte des papyri d'Oxyrhynque. Ils ont été publiés depuis par Walter de Sousa Medeiros (Hippónax de Éfeso. I. Fragmentos dos iambos, 1961) et par Olivier Masson (Les Fragments du poète Hipponax, 1962). On lui attribue l'aphorisme suivant : « Il y a deux jours où une femme est un plaisir : le jour où on l'épouse et le jour où on l'enterre[réf. nécessaire]. »